# アクセル・ムジェル
アクセル・ムジェル・アランダ（Axel Müller Aranda、1993年11月25日 - ）は、トップ14・CAブリーヴに所属するラグビー選手。

## プロフィール
- アルゼンチン・メンドーサ出身[1]。
- ポジションはウィング(WTB)。
- 身長 183cm、体重 93kg
- U20アルゼンチン代表に選ばれたことがある[2]。
- アルゼンチン代表に選ばれた。
- リオ五輪の7人制アルゼンチン代表に選ばれた[3]。

## 略歴
RCトゥーロン、オヨナを経て、2018年、CAブリーヴに加入。